# Atyloella moke
Atyloella moke är en kräftdjursart som beskrevs av Barnard 1972. Atyloella moke ingår i släktet Atyloella och familjen Eusiridae. Inga underarter finns listade i Catalogue of Life.